# 태릉중학교
태릉중학교(泰陵中學校)는 대한민국 서울특별시 중랑구 묵동에 있는 공립 중학교이다.

## 학교 연혁
- 1972년 9월 3일 : 학교설립 인가(초기 교명 면목중학교 42학급)
- 1973년 3월 3일 : 개교 및 제1회 입학식
- 1975년 12월 30일 : 묵1동 121-278 현교사로 이전
- 1976년 3월 18일 : 태릉중학교로 교명 변경
- 2024년 1월 8일 : 제49회 졸업식(남 78/여 51명) 합 129명
- 2024년 3월 1일 : 제17대 장인혜 교장선생님 취임

## 참고 자료
- 태릉중학교 - 한국교육학술정보원 학교알리미